# Sophia Schwabe
Pour les articles homonymes, voir Schwabe.
Sophia Schwabe née le 28 juillet 2003, est une joueuse allemande de hockey sur gazon.

## Carrière
Elle a fait ses débuts en équipe première le 22 mars 2022 contre l'Espagne à Düsseldorf lors de la Ligue professionnelle 2021-2022.

## Palmarès
- : 1er à l'Euro U21 2022.
- : 2e à la Coupe du monde U21 en 2022.